# Lomas de Calera
Lomas de Calera är en ort i Mexiko.   Den ligger i kommunen Calera och delstaten Zacatecas, i den centrala delen av landet, 500 km nordväst om huvudstaden Mexico City. Lomas de Calera ligger 2 181 meter över havet och antalet invånare är 395.
Terrängen runt Lomas de Calera är en högslätt. Runt Lomas de Calera är det ganska tätbefolkat, med 58 invånare per kvadratkilometer. Närmaste större samhälle är Víctor Rosales, 2,5 km öster om Lomas de Calera. Trakten runt Lomas de Calera består till största delen av jordbruksmark.